# Левит, Игорь Семёнович
Игорь Семёнович Левит (род. 10 марта 1987, Горький) — немецкий пианист.

## Биография
Игре на фортепиано учился с трёхлетнего возраста под руководством матери — музыкального педагога Елены Ильиничны Левит (урождённой Рафаевич), выпускницы Горьковской консерватории по классу фортепиано Берты Маранц, впоследствии почётного профессора Ганноверской высшей школы музыки и театра. Отец — Семён Соломонович Левит, инженер-строитель, выпускник Горьковского инженерно-строительного института.
В 1995 году, когда ему было восемь лет, эмигрировал с родителями и сестрой Аллой (род. 1981) в Германию, где поступил в гимназию Кайзера Вильгельма. В возрасте одиннадцати лет начал заниматься у Ханса Лейграфа в Моцартеуме. Учился у Карла-Хайнца Кеммерлинга, Матти Раекаллио и Бернда Гёцке в Ганноверской консерватории (2000—2010), где также работает его мать.
В 2004 году был отмечен вторым призом Международного конкурса имени Марии Каллас в Афинах, а также первым призом Международного конкурса пианистов в Хамамацу. В 2005 году выиграл четыре награды на Международном конкурсе пианистов имени Артура Рубинштейна в Тель-Авиве, в 2009 году призом на фестивале Киссингенское лето в Бад-Киссинген.
Выступал с Израильским филармоническим оркестром, Симфоническим оркестром Северонемецкого радио, Английским камерным оркестром, Камерным оркестром Европы и другими коллективами. Заключил контракт на серию записей с Sony Classical. Тройной альбом вариаций («Гольдберга» Баха, на тему вальса Диабелли Бетховена и на тему «El pueblo unido jamás será vencido» Ржевского) был избран журналом «Gramophone» лучшей записью 2015 года. Лауреат Премии Гилмора (2018).
В 2019 году выпустил полный цикл фортепианных сонат Бетховена. В декабре 2023 года вышел его альбом отрывков из «Песен без слов» Феликса Мендельсона и 25 прелюдий Алькана, задуманный как реакция на нападение ХАМАС на Израиль 7 октября 2023 года; весь гонорар за эту запись Левит передал двум берлинским организациям по борьбе с антисемитизмом.
Записал фортепианную версию «Nothing Else Matters» на юбилейном альбоме каверов группы Metallica — «The Metallica Blacklist» (2021).
Состоял в дружеских отношениях с американским композитором Фредериком Ржевским; Левит стал первым исполнителем нескольких специально для него написанных произведений Ржевского («Dreams», Parts I & II).
Живёт в Берлине.

## Дискография
- Beethoven Piano Concerto No. 1 in C major, Op. 15. Kölner Kammerorchester. Helmut Müller-Brühl. Igor Levit (piano). Naxos, 2007 & 2021.
- Igor Levit. Liszt & Neue Musik. Avi, 2012.
- Igor Levit. Beethoven: The Late Piano Sonatas. Sony Classical, 2013.
- Igor Levit. Bach Partitas BWV 825—830. Sony Classical, 2014.
- Igor Levit. Bach: Goldberg Variations. Beethoven: Diabelli Variations. Rzewski: The People United Will Never Be Defeated. Sony Classical, 2015.
- Igor Levit. Life. Sony Classical, 2018.
- Igor Levit. Beethoven: Complete Piano Sonatas. Sony Classical, 2019.
- Igor Levit. Encounter. Busoni: Transcriptions of Bach Organ Chorale Preludes. Brahms: Eleven Chorale Preludes, Op. 122 (excerpt). Sony Classical, 2020.
- Igor Levit. On DSCH. Shostakovich: Preludes & Fugues for piano (24), Op. 87. Ronald Stevenson: Passacaglia on D.S.C.H. Sony Classical, 2021.
- Igor Levit. Tristan (Franz Liszt: Liebestraum No. 3, Harmonies du Soir; Hans Werner Henze: Tristan with Leipzig Gewandhaus Orchestra, conducted by Franz Welser-Möst; Richard Wagner: Prelude from Tristan und Isolde; Gustav Mahler: Adagio from Symphony No. 10). Sony Classical, 2022.
- Igor Levit. Fantasia. J. S. Bach, F. Liszt, F. Schubert, Alban Berg, F. Busoni. Sony Classical, 2023.
- Igor Levit. Mendelssohn: Lieder ohne Worte. Sony Classical, 2023.